# Flanger

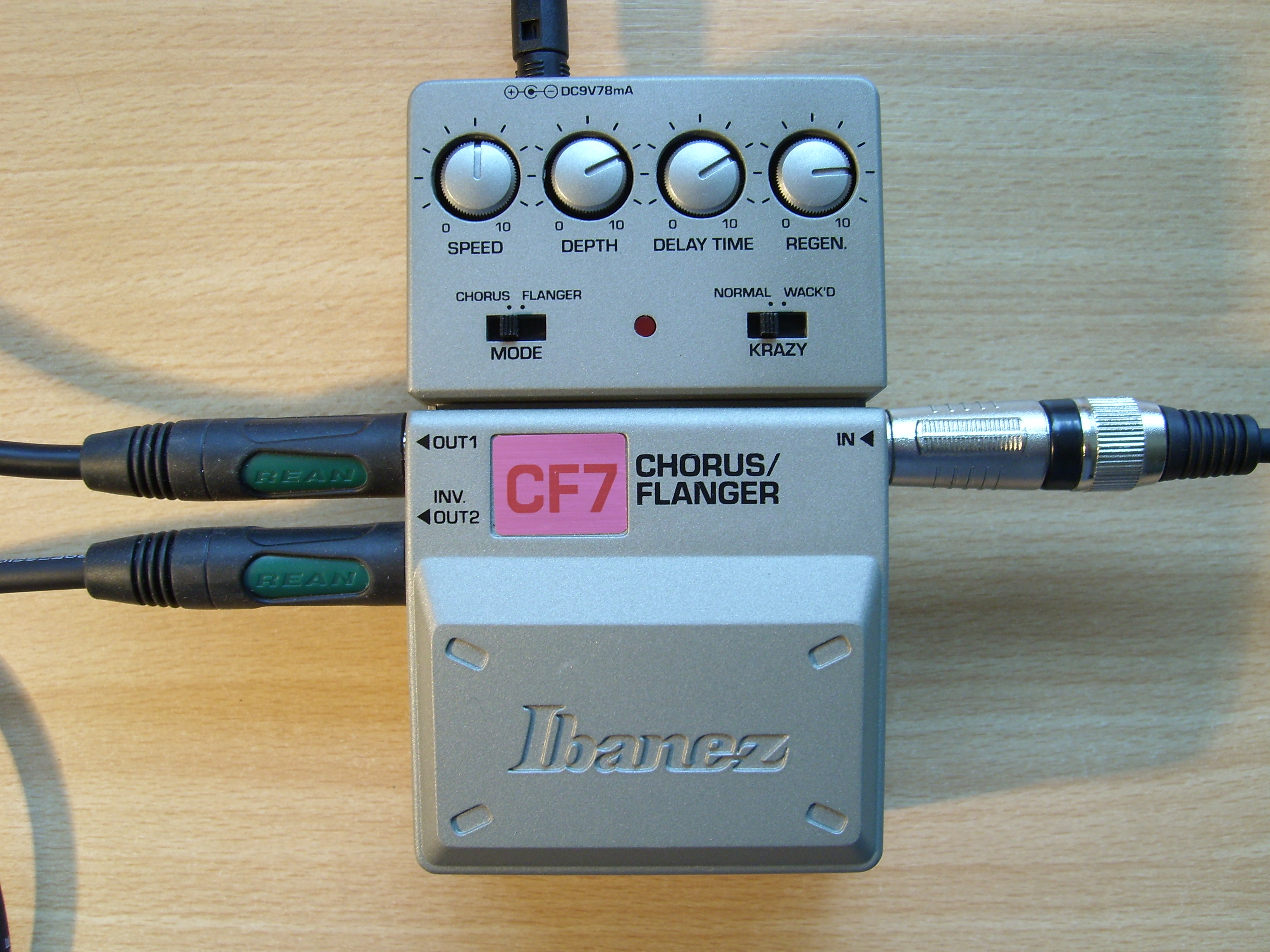
Ibanez-CF7-Bodeneffektgerät Chorus/Flanger

Der Flanger (von englisch flange‚ Flansch‚ vorspringender Rand‘) ist ein Effekt der elektronischen Musik, der zur Klangbeeinflussung dient und für Soundeffekte eingesetzt wird.

## Funktionsweise
Beim Flanger wird das Eingangssignal zunächst in zwei Signalzweige aufgeteilt, die zeitlich verzögert einer Mischstufe zugeführt werden. Die Zeitverzögerung wird in einem kleinen Bereich (etwa 1 bis 20 Millisekunden) laufend variiert, wodurch sich kleine Schwankungen der Tonhöhe nach oben und unten ergeben. Durch die Überlagerung mit dem unveränderten Originalsignal ergeben sich Interferenzen (Kammfiltereffekt), die aufgrund der variierenden Zeitverzögerung „wandern“ und dadurch für ein dynamisches Klangbild sorgen. Der Klangeindruck wird häufig als synthetisch, psychedelisch oder „spacig“ beschrieben. 
Die Stärke der Rückkopplung, also des Effektanteils, der erneut bearbeitet wird, kann in der Regel fein eingestellt werden und hat großen Einfluss auf den Klang.
Seit Mitte der 1970er werden Flanger (ebenso wie klanglich verwandte Phaser) von E-Gitarristen, aber unter anderem auch von Schlagzeugern als Teil ihrer Rigs benutzt. Grundsätzlich können alle elektroakustischen Signale mit dem Flanging-Effekt beeinflusst werden, beispielsweise auch Gesang in Spielarten experimenteller Musik. In Genres wie Techno und House wird der Effekt häufiger eingesetzt, um deren repetitive Muster klanglich zu variieren, in der aktuellen Popmusik ist der Flanging-Effekt gelegentlich bei den Crashbecken des Schlagzeugs zu hören.

## Klassisches Flanging mit Tonbandmaschinen
Der Flanger-Effekt wurde in den 1950er Jahren, noch vor dem Zeitalter der Transistoren, in Musikproduktionen eingesetzt. Bekannt wurde er vor allem durch den Musiker und Erfinder Les Paul, der mit zeitgleich laufenden Tonbandmaschinen experimentierte. Sein Vorgehen war, zwei Maschinen identische Aufnahmen abspielen zu lassen und diese zu mischen; wird dabei die Umlaufgeschwindigkeit einer Tonspule mechanisch beeinflusst, indem man mit dem Finger am Rand (Flansch, engl.: flange) diese kurzzeitig geringfügig abbremst oder beschleunigt, entstehen gegenüber der anderen Tonbandmaschine Laufzeit- und Tonhöhendifferenzen, woraus der typische Flanger-Klang resultiert.
Das wechselseitige Ein- und Überholen, beziehungsweise das zeitliche Kreuzen der beiden identischen Tonsignale, ist Grundlage des klassischen Flanger-Klangs, der überwiegend als weich, luftig, nichtmetallisch beschrieben wird. Die Kammfilter-Kerben streichen hierbei über ein großes Frequenzspektrum; zum Zeitpunkt des Kreuzens sind die Klangverfärbungen besonders intensiv. Beispiele solch zeitlich kreuzender Flanger sind Itchycoo Park (1967) von den Small Faces oder Mexico (1972) von den Les Humphries Singers.

## Elektronische Flanger
Seit Ende der 1970er Jahre wird der Flanging-Effekt elektronisch erzeugt. Die Zeitverzögerung wurde anfangs durch analoge Eimerkettenspeicher erreicht, die sich allerdings nachteilig auf das Rauschverhalten auswirkten. Heute sind digitale Verzögerungsstrecken mittels Random Access Memory üblich. 

## Unterschied zwischen klassischem und elektronischem Flanging
Der Klang eines Tonband-Flangers ist mit einem einfachen elektronischen Flanger nicht zu erzeugen, weil das modulierte Signal elektronischer Geräte zwangsläufig immer erst nach dem Originalsignal erklingen kann. Es kann nach dem Bremsen nicht wieder so beschleunigt werden, dass es das Originalsignal ein-, geschweige denn überholt. Um überhaupt eine elektronische Laufzeitmodulation zu ermöglichen, beträgt die Verzögerung immer mindestens etwa 5 Millisekunden, denn je geringer die Verzögerung, desto weniger Spielraum hat die Modulation; bei null Verzögerung ist sie schließlich gar nicht mehr möglich, denn für die Beschleunigung eines gegenwärtigen Signals wäre Toninformation aus der Zukunft erforderlich. Elektronisch simulierbar ist dies nur mit zwei elektronischen Geräten (oder zwei Modulen in einem Gehäuse); dabei werden nur deren verzögerte Signale verwendet, so dass das eine das andere zeitlich kreuzen kann. Diese Methode ist, wie beim klassischen Flanging mittels zweier Tonbandmaschinen, nur in der Nachproduktion anwendbar.

## Sonstiges
Ebenfalls als Flanger oder Flanging wird auch der unerwünschte Verzerrungseffekt bezeichnet, der bei MP3 in niedriger Bitrate (bis etwa 160 kbit/s) unter Umständen deutlich zu hören ist; je niedriger die Bitrate und je schlechter der Encoder, desto deutlicher.
Mit dem Flanging-Effekt lässt sich auch ein Pseudo-Stereosignal erzeugen, indem die anfänglichen Zeitverzögerungen für linken und rechten Kanal gegeneinander phasenverschoben werden (siehe auch Phasing).